# Cerro Ap Iwan
El cerro Ap Iwan es una montaña ubicada en la cordillera de los Andes, en el departamento Lago Buenos Aires (Provincia de Santa Cruz, Argentina) y la comuna Río Ibánez (Provincia General Carrera, Región de Aysén del General Carlos Ibáñez del Campo, Chile). Tiene una altitud de 2307 m s. n. m. y pertenece a una de las estribaciones más occidentales de los Andes patagónicos.

## Toponimia
Lleva el nombre de Llwyd ap Iwan, un ingeniero, agrimensor, explorador y pionero patagónico de origen galés que tuvo una importante labor durante la época de la Colonización galesa en Argentina, ya que fue él quién descubrió el cerro, al descubrir el río Fénix.

## Hidrología
En sus vertientes orientales nace el río Fénix Grande, producto de deshielos. Originalmente, el río desembocaba en el lago Buenos Aires/General Carrera, pero en 1898, parte de él fue desvíado hacia el río Deseado.